# Bonbon (Haïti)
Bonbon (Haïtiaans-Creools: Bonbon) is een stad en gemeente in Haïti met 8600 inwoners. De plaats ligt op de noordwestelijke punt van het schiereiland Tiburon, 27 km ten westen van de stad Cap-Haïtien. De gemeente maakt deel uit van het arrondissement Jérémie in het departement Grand'Anse.
Er wordt koffie, cacao en suikerriet verbouwd. Verder is er een vissershaven.

## Indeling
De gemeente bestaat uit één section communale:
| Nr. | Naam                   | Km²   | Inw.2015 |
| --- | ---------------------- | ----- | -------- |
| 1   | Desormeau (of: Bonbon) | 31,88 | 8.610    |